# Fritz Heller (Schiedsrichter)
Fritz Heller (Lebensdaten unbekannt) war ein deutscher Fußballschiedsrichter.

## Sportlicher Werdegang
Heller war insbesondere in den 1940er und 1950er Jahren als Schiedsrichter im höherklassigen deutschen Fußball tätig. Dabei leitete er einerseits Spiele in der Oberliga Süd sowie nach Wiederaufnahme des DFB-Pokals 1952 Partien im dortigen Wettbewerb. Bei der Erstaustragung des WFV-Pokals als reiner Amateurwettbewerb in der Spielzeit 1950/51 leitete er am 26. August 1951 das Endspiel zwischen dem ESC Ulm und der TSG Öhringen. Am 2. September 1956 brach er ein Oberliga-Spiel zwischen der SpVgg Fürth und dem BC Augsburg vorzeitig ab, als beim 1:0-Zwischenstand in der 84. Spielminute Bierflaschen in Richtung des Schiedsrichters geworfen wurden. Vor der Spruchkammer des Süddeutschen Fußballverbandes wurde festgestellt, dass Heller das Spiel abgebrochen habe, da „er sich und die Augsburger Spieler bedroht fühlte“, und von sechs geworfenen Bierflaschen zwei auf das Spielfeld gelangt seien, so dass diese ein Wiederholungsspiel ansetzte und die SpVgg Fürth zu einer Geldstrafe in Höhe von 500 Deutsche Mark verurteilte.
Heller gehörte dem VfB Stuttgart an, dessen Schiedsrichterabteilung er 20 Jahre lang zwischen 1948 und 1968 leitete.